# Bộ Tuy (夊)
Bộ Tuy (夊) nghĩa là "đi chậm chạp" là một trong 31 bộ thủ được cấu tạo từ 3 nét trong số 214 Bộ thủ Khang Hi. Trong Khang Hi tự điển, có 23 ký tự (trong tổng số 49.030) được tìm thấy dưới bộ thủ này.

## Chữ thuộc bộ Tuy (夊)

Giáp cốt văn
Tiểu triện

| Số nét                | Chữ   |
| --------------------- | ----- |
| 3 nét                 | 夊    |
| 7 nét                 | 夋    |
| 8 nét                 | 夌    |
| 9 nét                 | 変 复 |
| 10 nét                | 夎夏  |
| 14 nét                | 夐    |
| 18 nét                | 夑    |
| 19 nét                | 夒 夓 |
| 17 additional strokes | 夔    |